# Fort d’Uxegney
| Fort d’Uxegney Tor mit Brücke über den Kehlgraben | Fort d’Uxegney Tor mit Brücke über den Kehlgraben                                                                  | Fort d’Uxegney Tor mit Brücke über den Kehlgraben                                                                  |
| ------------------------------------------------- | --- | --- |
| Typ:                                              | Sperrwerk | Sperrwerk |
| Festungsabschnitt:                                | Epinal | Epinal |
| Besatzung 1914:                                   | 224 Mann des 170. RIF u. 8. RAP davon 2 Offiziere                                                                  | 224 Mann des 170. RIF u. 8. RAP davon 2 Offiziere                                                                  |
| Aufbau                                            | | |
| Grundriss:                                        | Unregelmäßiges Fünfeck                                                                                             | Unregelmäßiges Fünfeck                                                                                             |
| Eingang:                                          | mit Beton verstärkte Torpoterne                                                                                    | mit Beton verstärkte Torpoterne                                                                                    |
| Kampfstände:                                      | 2 × Geschützpanzertürme 2 × Tourelle de mitrailleuses modèle 1899 (Maschinengewehrtürme) 2 × Zwischenraumstreichen | 2 × Geschützpanzertürme 2 × Tourelle de mitrailleuses modèle 1899 (Maschinengewehrtürme) 2 × Zwischenraumstreichen |
| Grabenwehren:                                     | 1 × Grabenstreiche 1 × Doppelgrabenstreiche 1 × Doppelgrabenkaponniere                                             | 1 × Grabenstreiche 1 × Doppelgrabenstreiche 1 × Doppelgrabenkaponniere                                             |
| Stromversorgung:                                  | 3 × Petrolmotore mit je 25 PS                                                                                      | 3 × Petrolmotore mit je 25 PS                                                                                      |
| Die Versorgung erfolgte über eine Schmalspurbahn  | | |
| Bewaffnung                                        | | |
| Geschütze:                                        | 1 × 155 mm 6 × 75 mm 3 × 12-Pfünder-Kartätschgeschütze 4 × 40-mm-Revolverkanonen 8 × 80-mm-Feldgeschütze           | 1 × 155 mm 6 × 75 mm 3 × 12-Pfünder-Kartätschgeschütze 4 × 40-mm-Revolverkanonen 8 × 80-mm-Feldgeschütze           |
| Maschinengewehre:                                 | 2 × 2 in Panzertürmen                                                                                              | 2 × 2 in Panzertürmen                                                                                              |

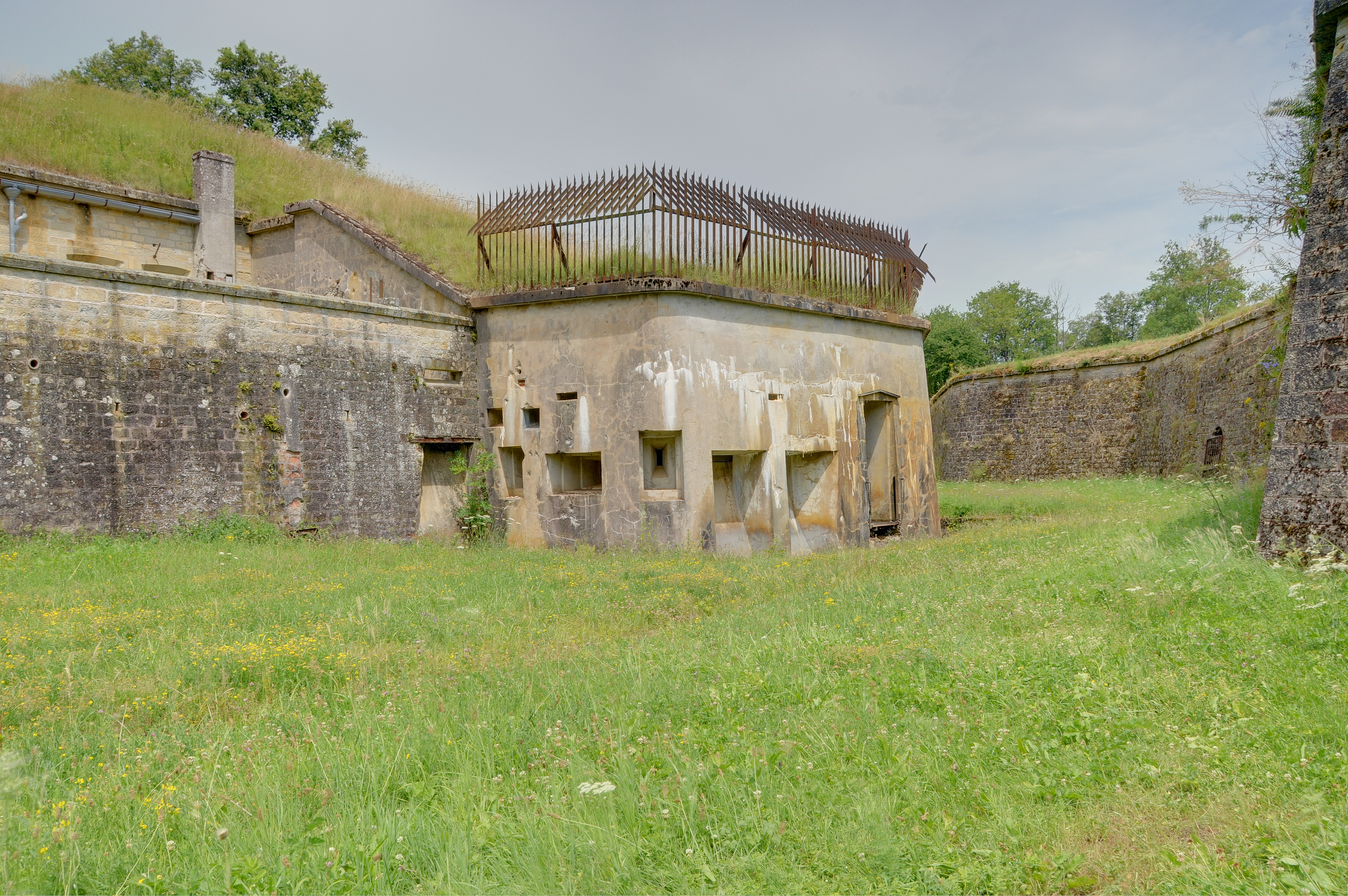
Kaponniere von Fort d’Uxegney mit eisernem Palisadenzaun

Das Fort d’Uxegney (zeitweilig Fort Roussel genannt) befindet sich in Frankreich auf dem Gebiet der Gemeinde Uxegney im Département Vosges. Erbaut wurde es von 1882 bis 1884 als Folge des verlorenen Krieges gegen Deutschland und dem damit verbundenen Grenzverschiebungen nach Westen. Ab 1893 wurde es mehrfach modernisiert und ausgebaut.

## Benennung
Kurzzeitig war es nach Général Nicolas François Roussel d’Hurbal benannt. Per Präsidialdekret vom 21. Januar 1887 setzte der Kriegsminister Georges Boulanger um, dass alle Forts, befestigte Artillerieanlagen und Kasernen des Système Séré de Rivières die Namen von ehemaligen Militärkommandanten zu tragen hatten. Am 13. Oktober 1887 wurde das vom Nachfolger Boulangers, Théophile Ferron, rückgängig gemacht und das Fort erhielt seinen jetzigen Namen zugeteilt.

## Lage
Es handelte sich dabei um einen Teil der östlichen Befestigung (Fortifications de l’Est) Frankreichs, war eines der Werke des Système Séré de Rivières und gehörte zur Gürtelfestung Fester Platz Épinal. Es bildete einen Komplex mit dem Fort de Girancourt, dem Fort de Bois de l’Abbe und der Ouvrage de Sanchey.
Es liegt 379 Meter über NN auf einem Höhenrücken über dem Tal der Avière und hatte die Aufgabe, die Verbindung Épinal-Mirecourt, die Eisenbahnlinie Épinal-Nancy, den Canal de l’Est und den Süden des Trouée de Charmes zu kontrollieren. (Der Trouée de Charmes war eine im Festungsgürtel absichtlich offengelassene Lücke zwischen Toul und Epinal. Man hoffte, einen deutschen Angriff auf diese Lücke zu beschränken, um die Angreifer hier konzentriert bekämpfen zu können.)

## Beschreibung
Die Grundfläche bildet ein unregelmäßiges Fünfeck, das von einem trockenen Graben umgeben ist. Die Länge der Nordosten gerichteten Front beträgt 220 Meter. Der Bau war in nur zwei Jahren (1882 bis März 1884) vollendet. Er bestand aus den Geschützplacements, Kasernen, Verpflegungs und Munitionsmagazinen, Unterständen sowie den notwendigen Einrichtungen einschließlich eines Krankenreviers mit 44 Betten. Stallungen waren nicht vorhanden. Die Kasematten bestanden aus Sandstein aus einem Steinbruch bei Forges. Sie wurden frei aufgemauert und dann mit dem Aushub der Fundamente und des Fortgrabens bedeckt. Zur Verstärkung wurden später Annexbatterien, die Casemates de Baourges, angelegt. Die Geschütze standen ursprünglich frei auf den Wällen und waren nur durch Brustwehren und Traversen gedeckt.
Das Kernwerk bestand aus einer abgewinkelten Kasematte in der Front und einer Kehlkaserne mit Torpoterne.
Die Kosten für den ursprünglichen Bau beliefen sich auf 1,7 Millionen Francs damaliger Rechnung.
Im Fort befindet sich das einzige noch funktionierende Exemplar des Galopin-Geschützpanzerturms 155 R. Die vollständig erhaltene Anlage beherbergt weiterhin funktionsfähige Installationen, wie die Küche, Unterkünfte und Geschütze. Der außergewöhnlich gute Erhaltungszustand hat zur Aufnahme in die Liste der Monument historique geführt.

## Modernisierungsmaßnahmen
Eine erste Modernisierungsmaßnahme fand 1893 statt. Dazu wurden die Torpoterne, das Pulvermagazin und mehrere Kasematten sowie ein Unterstand über dem Zugang zu einer Zisterne mit einer Betoneindeckung verstärkt.
Bei der zweiten Modernisierung wurde das Werk komplett umgebaut. Es erhielt jetzt zwei versenkbare Geschützpanzertürme und zwei versenkbare Maschinengewehrtürme. Auch wurden zwei Casemates de Bourges als Zwischenraumstreichen zu den Nachbarwerken gebaut. Außerdem erhielt die Anlage drei gepanzerte Beobachtungsstände und drei Wachstände mit je einer Panzerglocke. Mehrere Unterkunftskasematten wurden mit Eisenträgern und Beton verstärkt. Die gemauerten Kaponnieren im Frontgraben wurden abgetragen und durch Grabenwehren in der äußeren Grabenmauer ersetzt. Ein Elektrizitätswerk mit drei Petrolmotoren zu je 25 PS wurde installiert.
- 1892 bis 1894: Bau einer betonierte Kaserne mit 114 Plätzen. Dazu kam die Verstärkung des Pulvermagazins und des Haupteinganges.
- 1890 bis 1900: Anschluss an eine Schmalspurbahn mit einer Spurweite von 60 cm
- 1900 bis 1914: Bau eines Stahlgitterzaunes auf der Escarpenmauer, Ersatz der Kaponnieren durch Grabenstreichen in der Escarpenmauer mit Zugang vom Graben aus. Bau eines Kriegszuganges vom Graben aus.
- 1910 bis 1912: Bau des Tourelle Galopin 155 (feuerbereit 1912), des Tourelle Galopin 75 mm und der beiden Maschinengewehrtürme.
- 1910 bis 1914: Bau eines gepanzerten Beobachtungsstandes (Observatoire cuirassé), Bau von zwei Casemates de Bourges als Zwischenraumstreiche zu den Forts de Girancourt und Bois d’Abbé
- 1913 bis 1914: Bau eines Elektrizitätswerks. Drei Blocks mit je einem Petrolmotor und einer Gesamtleistung von 12 Kilowatt bei einer Spannung von 110 Volt (beim Kriegsausbruch noch nicht fertig).

## Besatzung
Die ursprünglich vorgesehene Kriegsbesatzung bestand aus:
- 6 Offizieren
- 16 Unteroffizieren
- 296 Mannschaften

Mit einer Verordnung vom 30. Juli wurde die Kriegsbesatzung wie folgt festgelegt:
- Infanterie: 2 Offiziere, 125 Soldaten vom 170e régiment d’infanterie (170eRI), 2. Offiziere, 125 Soldaten vom 37erégiment d’infanterie territoriale
- Artillerie: 2 Offiziere, 168 Soldaten vom 8e régiment d’artillerie á pied[4]
- Pioniere: 13. Pioniere vom 11e régiment du genie & 2 Telegraphisten

Total: 433 Mann
Tatsächliche Besatzung bei Kriegsbeginn 1914 aus:
- Infanterie: 1 Offizier, 113 Soldaten vom 170e régiment d’infanterie
- Artillerie: 4 Offiziere, 106 Soldaten vom 8e régiment d’artillerie á pied, davon ein Waffenmeister und 46 Militärarbeiter
- Pioniere: 2 Telegraphisten

## Bewaffnung

### 1884
| Auf den Wällen | Panzertürme | Grabenwehren                                       | Casemates de Bourges |
| --- | ----------- | -------------------------------------------------- | -------------------- |
| 5 × Geschütze Canon de 155 mm L modèle 1877 5 × Geschütze Canon de 120 mm L modèle 1878 2 × Mörser Mortier lisse de 22 (220 mm) |             | 4 × Canon Reffye de 75 mm modèle 1873 (Canon de 5) | noch nicht gebaut    |
| Geschütze gesamt:16 |             |                                                    |                      |

### 1906
| Auf den Wällen | Panzertürme | Grabenwehren                            | Casemates de Bourges |
| --- | ----------- | --------------------------------------- | -------------------- |
| 3 × Geschütze Canon Lahitolle de 95 mm 4 × Geschütze Canon de 90 mm modèle 1877 2 × Mörser Mortier lisse de 22 (220 mm) 2 × Kartätschgeschütze |             | 4 × Canon revolver de 40 mm modèle 1879 | noch nicht gebaut    |
| Geschütze gesamt:15 |             |                                         |                      |

### 1908
| Auf den Wällen                                                  | Panzertürme | Grabenwehren                            | Casemates de Bourges |
| --------------------------------------------------------------- | ----------- | --------------------------------------- | -------------------- |
| 8 × Geschütze Canon de 90 mm modèle 1877 2 × Kartätschgeschütze |             | 4 × Canon revolver de 40 mm modèle 1879 | noch nicht gebaut    |
| Geschütze gesamt:14                                             |             |                                         |                      |

### 1912
| Auf den Wällen                           | Panzertürme                                                                  | Grabenwehren                            | Casemates de Bourges                                    |
| ---------------------------------------- | ---------------------------------------------------------------------------- | --------------------------------------- | ------------------------------------------------------- |
| 8 × Geschütze Canon de 90 mm modèle 1877 | 1 Tourelle Galopin de 155 mm R modèle 1907 1 Tourelle de 75 mm R modèle 1905 | 4 × Canon revolver de 40 mm modèle 1879 | 2 mit je 2 × Kanonen 75 mm modèle 1897 auf Pivotlafette |
| Geschütze gesamt:12                      |                                                                              |                                         |                                                         |

## Bewaffnung 1914

### Kernwerk
- 8 Feldkanonen Canon de 80 modèle 1877 mit je 600 Schuss Munition
- 2 Maschinengewehre St. Étienne M1907 mit 46.200 Schuss Munition
- 1 Tourelle de 75 mm R modèle 1905[5] mit je 2000 Schuss Munition
- 1 Tourelle Galopin mit einer Kanone 155 mm L modèle 1877 und 2000 Schuss Munition
- 2 Casemate de Bourges mit je zwei Kanonen 75 mm modèle 1897 und je 500 Schuss Munition
- 2 Tourelle de mitrailleuses modèle 1899, versenkbare Maschinengewehrtürme mit je zwei Maschinengewehren und insgesamt 57.600 Schuss Munition
- 1 gepanzerte Beobachtungskuppel
- 4 gepanzerte Wachstände

### Grabenwehr
Bestehend aus:
- Grabenstreiche im Frontgraben mit:

1 Canon revolver de 40 mm modèle 1879 und 1800 Schuss Munition
1 Canon 12 de culasse modèle 1884 und 150 Schuss Munition
- Doppelte Grabenstreiche im Frontgraben mit:

2 Canon revolver de 40 mm modèle 1879 und je 1800 Schuss Munition
2 Canon 12 de culasse modèle 1884 und je 150 Schuss Munition
- Doppelte Kehlgrabenkaponniere mit:

2 Canon revolver de 40 mm modèle 1879 und je 1800 Schuss Munition

### Flugabwehr
Ab 1915 wurden außerhalb des Fort zwei Kanonen 75 mm modèle 1897 auf speziellen Lafetten zur Flugabwehr aufgestellt. Die Lafetten waren auf drehbaren Plattformen montiert.

## Ausstattung 1914
- Eine zusätzlich gebaute Betonkaserne mit 202 Sitz- und 385 Schlafplätzen
- Die ursprüngliche Kasemattenkaserne mit 105 Schlafplätzen
- Ein Pulvermagazin mit 100 Tonnen Schwarzpulver
- Ein Kartuschenmagazin mit 70.000 Kartuschen
- Eine Küche mit zwei Herden (Hersteller: François Vallant)
- Zwei Brunnen und drei Zisternen
- Eine klappbare Brücke mit Kontergewichten
- Anschluss an das Stromnetz (im Bau, nicht abgeschlossen)
- Telefonanschluss nach dem Fort de bois d’Abbé

Es bestand keine Lichtsignalverbindung zu den Nachbarforts, ebenso war keine Bäckerei vorhanden. Das Brot wurde im Fort de Bois l’Abbé gebacken.

## Nach dem Ersten Weltkrieg
Ab dem Jahre 1929 begann Frankreich mit den Planungen für die Maginot-Linie, ein neues Festungssystem als Ersatz für die bisherige veraltete Barriére de fer.
Die nun nach der Grenzverschiebung von 1919 an zu weit hinten liegenden „Befestigten Lager“ der Vorkriegszeit wurden ohne klare Aufgabenstellung in der zweiten Linie beibehalten. Die Forts in vormals exponierter Stellung wurden weiterhin unterhalten oder wie die Forts Douaumont und Froideterre wieder schussbereit gemacht. In regelmäßigen Abständen wurden die Geschützstellungen durch Angehörige des Artillerieparks inspiziert. In den Jahren 1924, 1925 und 1928 wurden noch Probeschüsse abgegeben. Trotzdem war die Ausstattung inzwischen veraltet und die turnusmäßigen Inspektionen wurden aufgegeben, ebenso das Freihalten der Schussflächen durch Abholzungen. Das Fort wurde zu einem Depot herabgestuft, die Kanonen aus den Casemate de bourges 1937 für die Maginot-Linie abgezogen.
Das Fort wurde dennoch weiterhin gepflegt, auch die deutsche Besatzung ließ es intakt, obwohl die anderen Werke des Bereichs Epinal regelrecht ausgeschlachtet wurden, um an den Stahlschrott zu kommen.
Das Fort d’Uxegney war als Munitionsdepot noch bis in die 1960er-Jahre im Gebrauch und wurde dann aufgegeben.
Seit Oktober 1989 gibt es einen Freundeskreis zur Erhaltung des Forts, die ARFUPE (Association pour la restauration du Fort d’Uxegney et de la Place d’Épinal). Von dieser wird das Fort, ebenso wie das Fort de Bois l’Abbé betreut und unterhalten.
Am 20. April 2002 wurde es in die Liste der Monuments historiques aufgenommen.

## Innenansichten

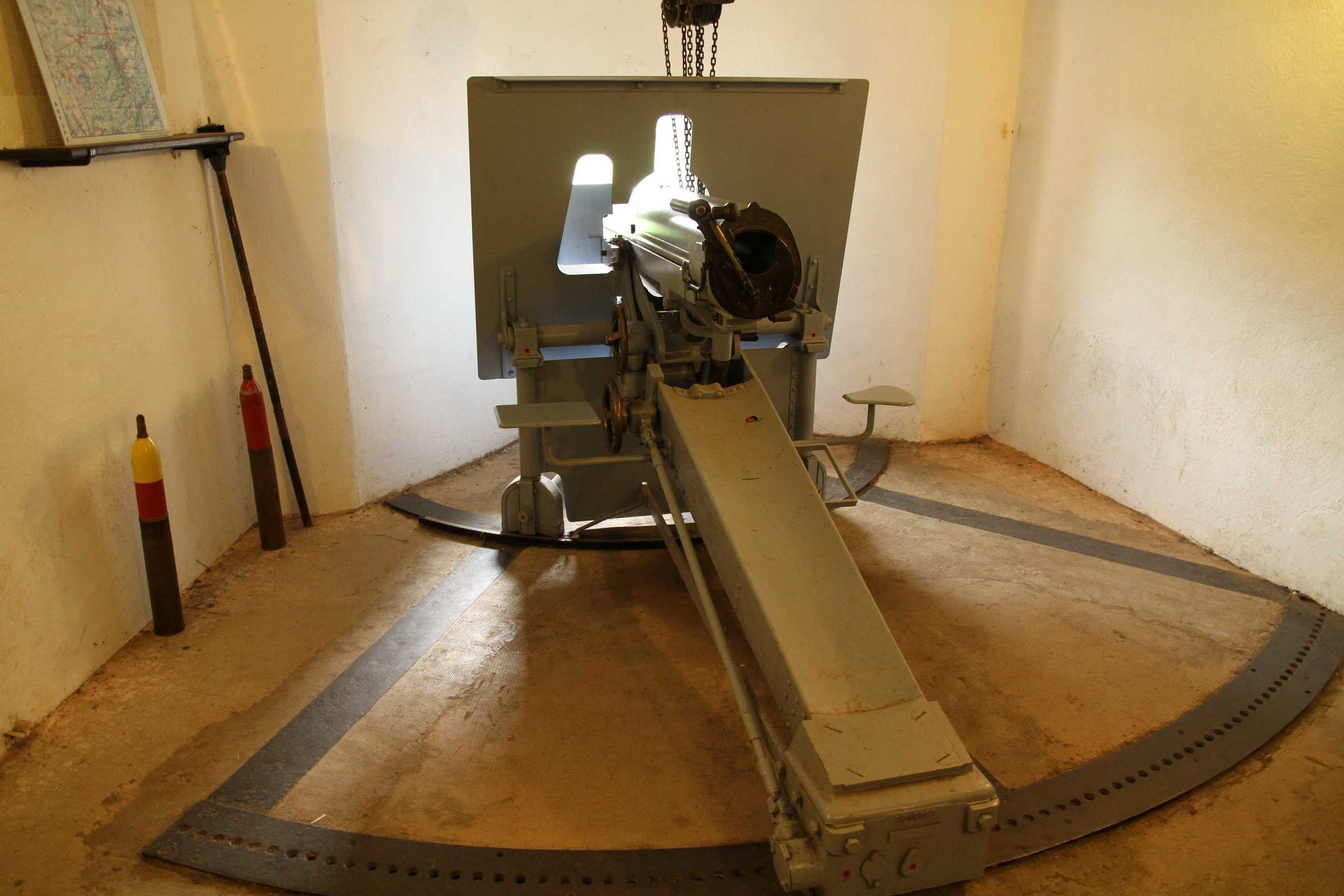
Geschütz 75 mm in einer Casemates de Bourges.
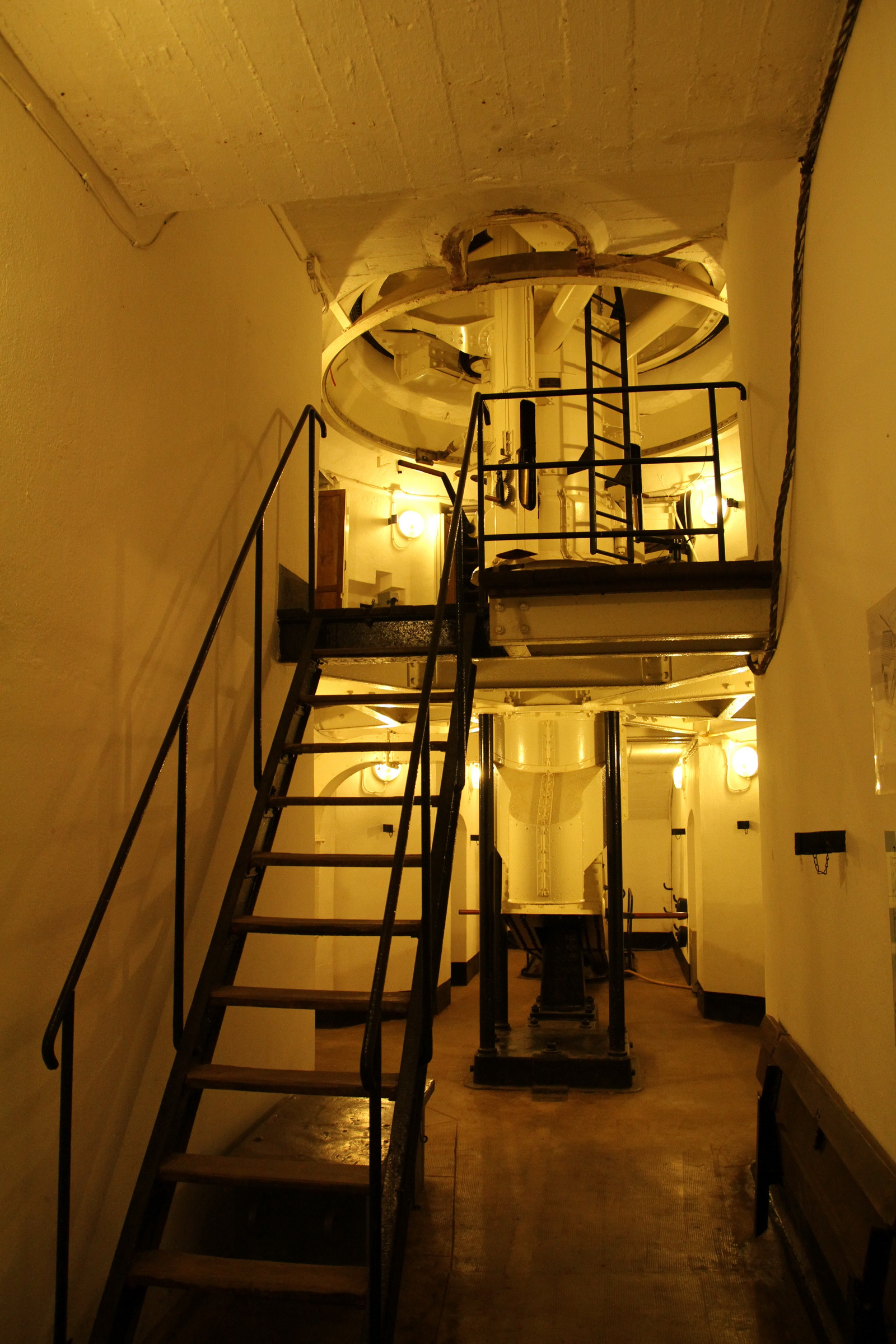
Versenkbarer Geschützpanzerturm
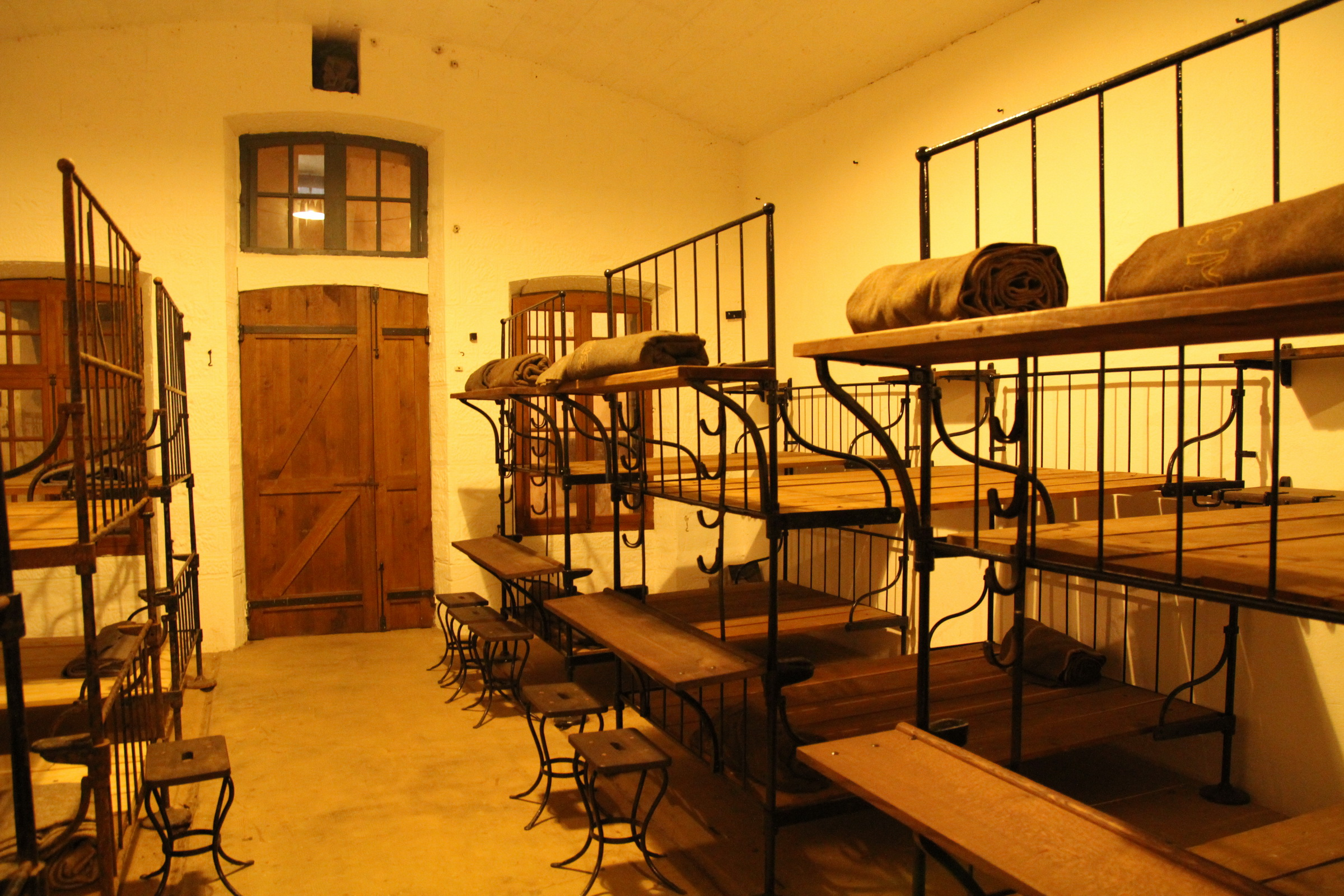
Unterkunftskasematte für 50 Mann
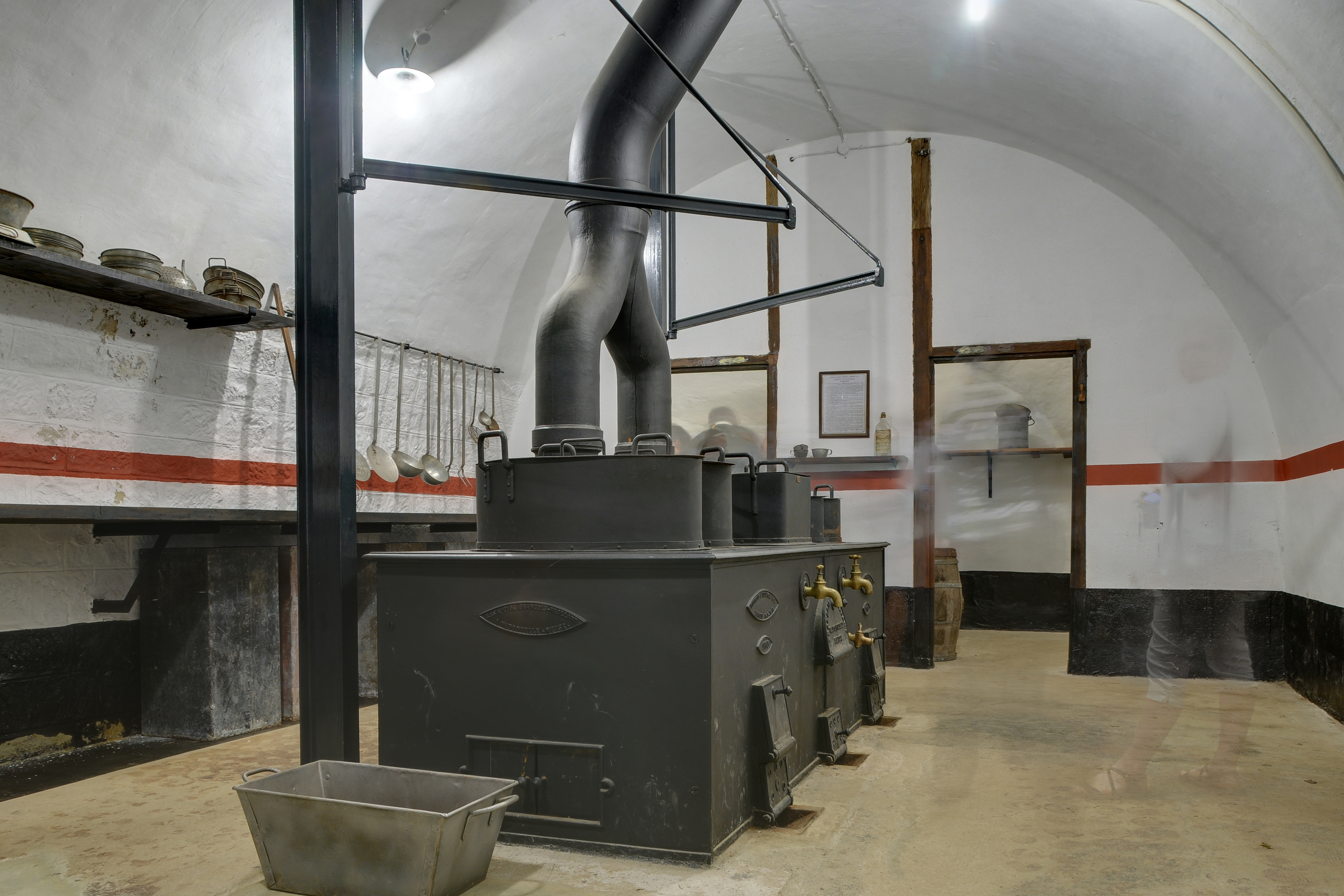
Küche des Forts
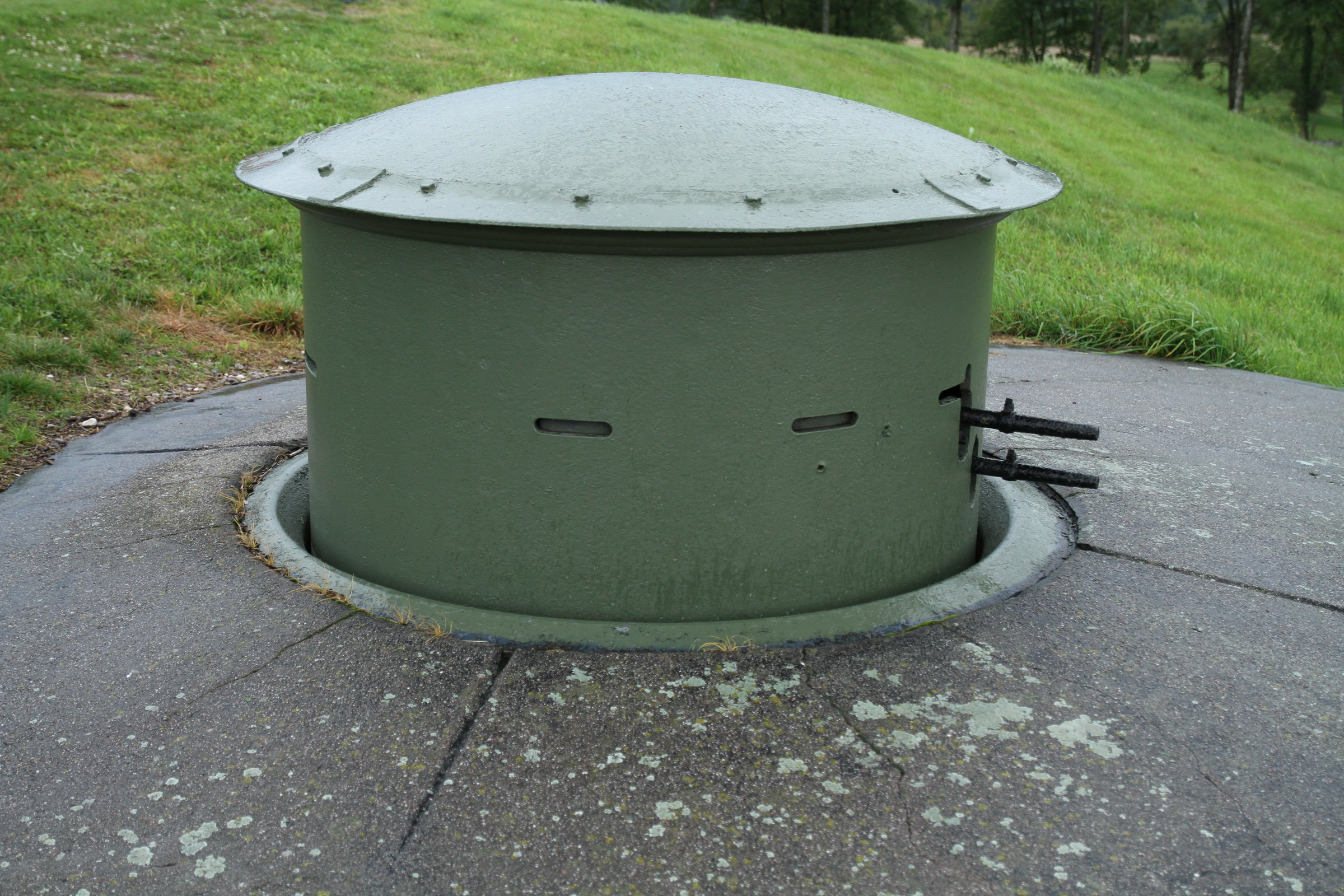
Versenkbarer Maschinengewehrturm
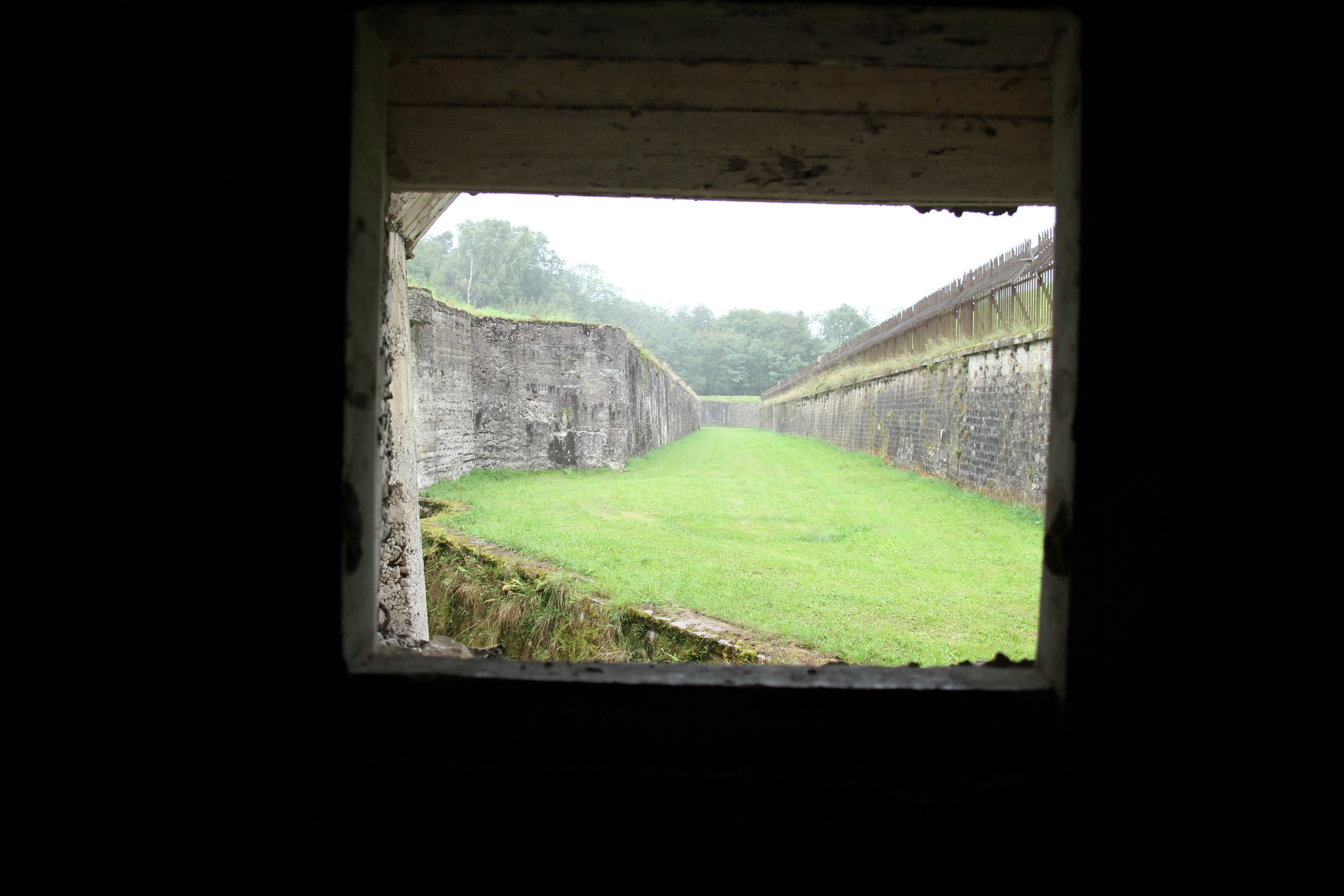
Blick in den Fortgraben